# گیدو د لوئیجی
گیدو د لوئیجی (انگلیسی: Guido De Luigi؛ زادهٔ ۱۷ فوریهٔ ۱۹۶۳) بازیکن والیبال اهل ایتالیا است.